# Chypre au Concours Eurovision de la chanson 2018
Chypre est l'un des quarante-trois pays participants du Concours Eurovision de la chanson 2018, qui se déroule à Lisbonne au Portugal. Le pays est représenté par Eleni Foureira et sa chanson Fuego, sélectionnées en interne par le diffuseur chypriote RIK. Le pays termine à la deuxième place du classement final, avec 436 points.

## Sélection
Le diffuseur chypriote a confirmé la participation du pays le 22 août 2017. Bien qu'une sélection télévisée ait initialement été annoncée, la chanteuse Eleni Foureira a finalement été sélectionnée en interne par le diffuseur. L'annonce de cette sélection a été faite le 1er février 2018. La chanson qu'elle interprétera, intitulée Fuego, a été présentée le 2 mars 2018.

## À l'Eurovision
Chypre a participé à la première demi-finale, le 8 mai 2018. Le pays est arrivé en deuxième place avec 262 points et s'est donc qualifié pour la finale du 12 mai. Lors de celle-ci, le pays termine à la deuxième place avec un total de 436 points. Le pays obtient son meilleur classement et le premier podium de son histoire au Concours.